# Gare Rosa-Parks
Gare Rosa-Parks vasútállomás és RER állomás Franciaország fővárosában, Párizsban. Az E RER-vonal érinti az állomást.

## Vasútvonalak
Az állomást az alábbi vasútvonalak érintik:
- Párizs-Strasbourg-vasútvonal
- Párizs–Mulhouse-vasútvonal

## Kapcsolódó állomások
A vasútállomáshoz az alábbi állomások vannak a legközelebb:
- Gare de Magenta (Nanterre – La Folie, RER E)
- Gare de Pantin (Gare de Tournan, Gare de Chelles - Gournay, RER E)

## Képek

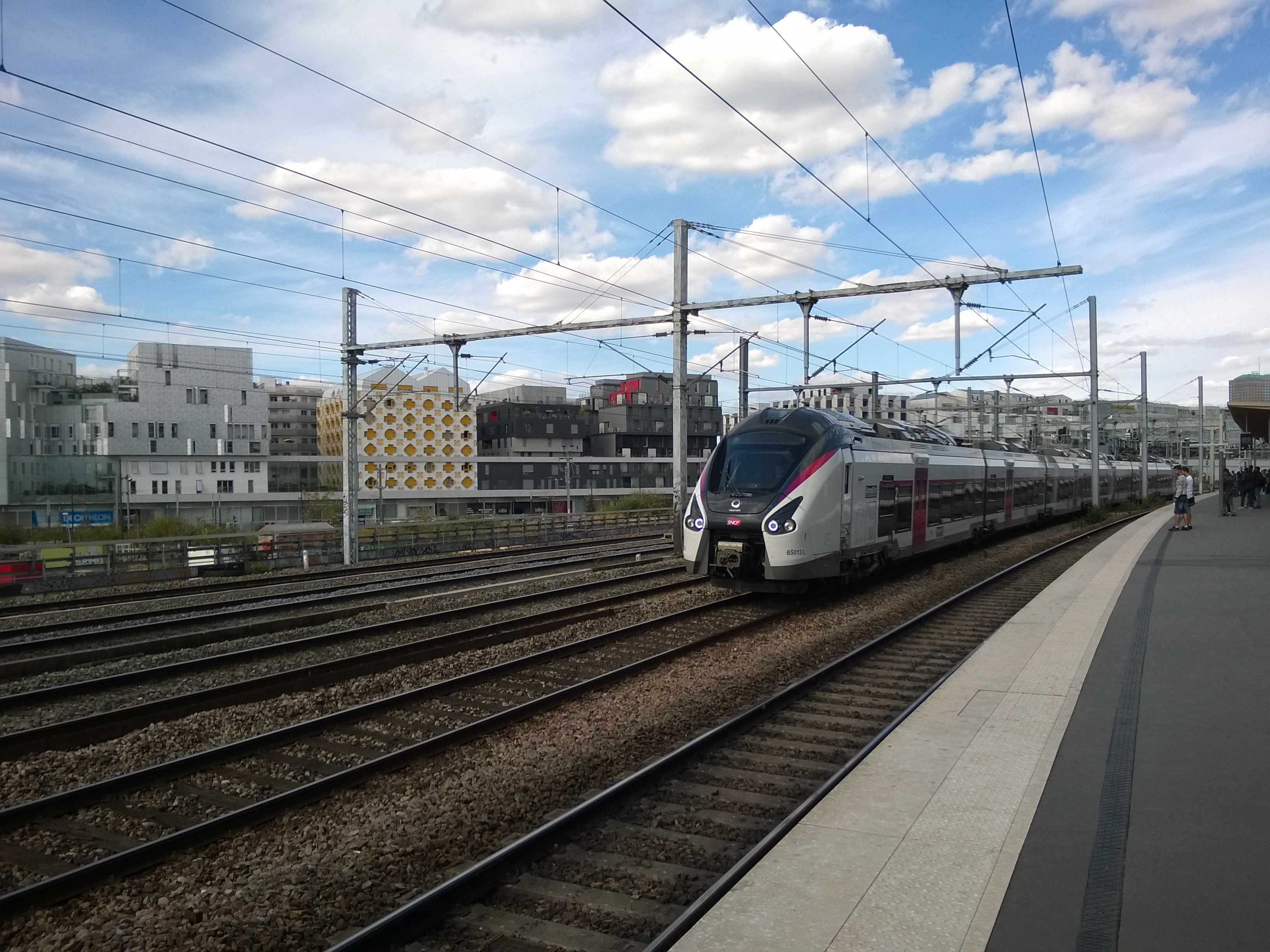
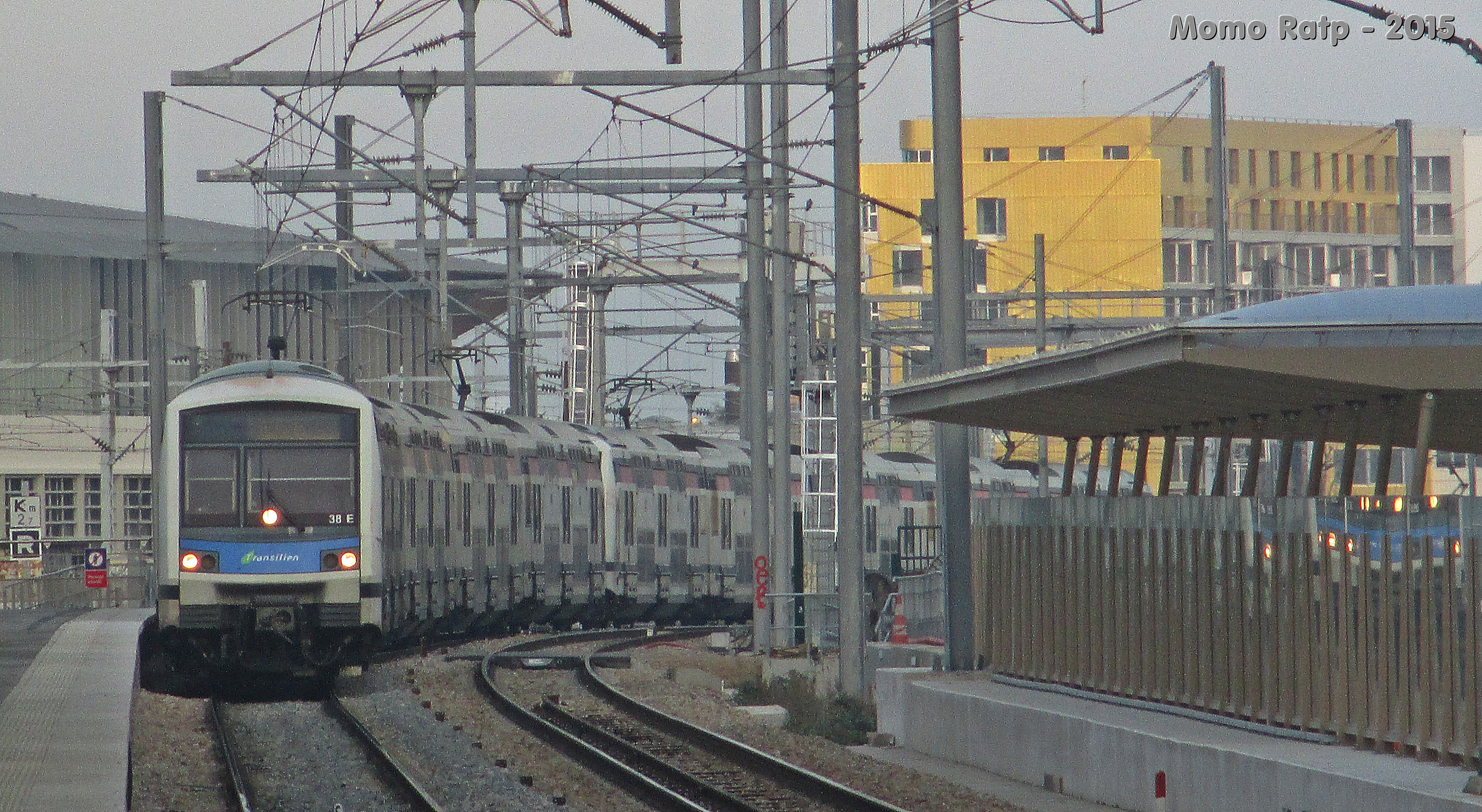
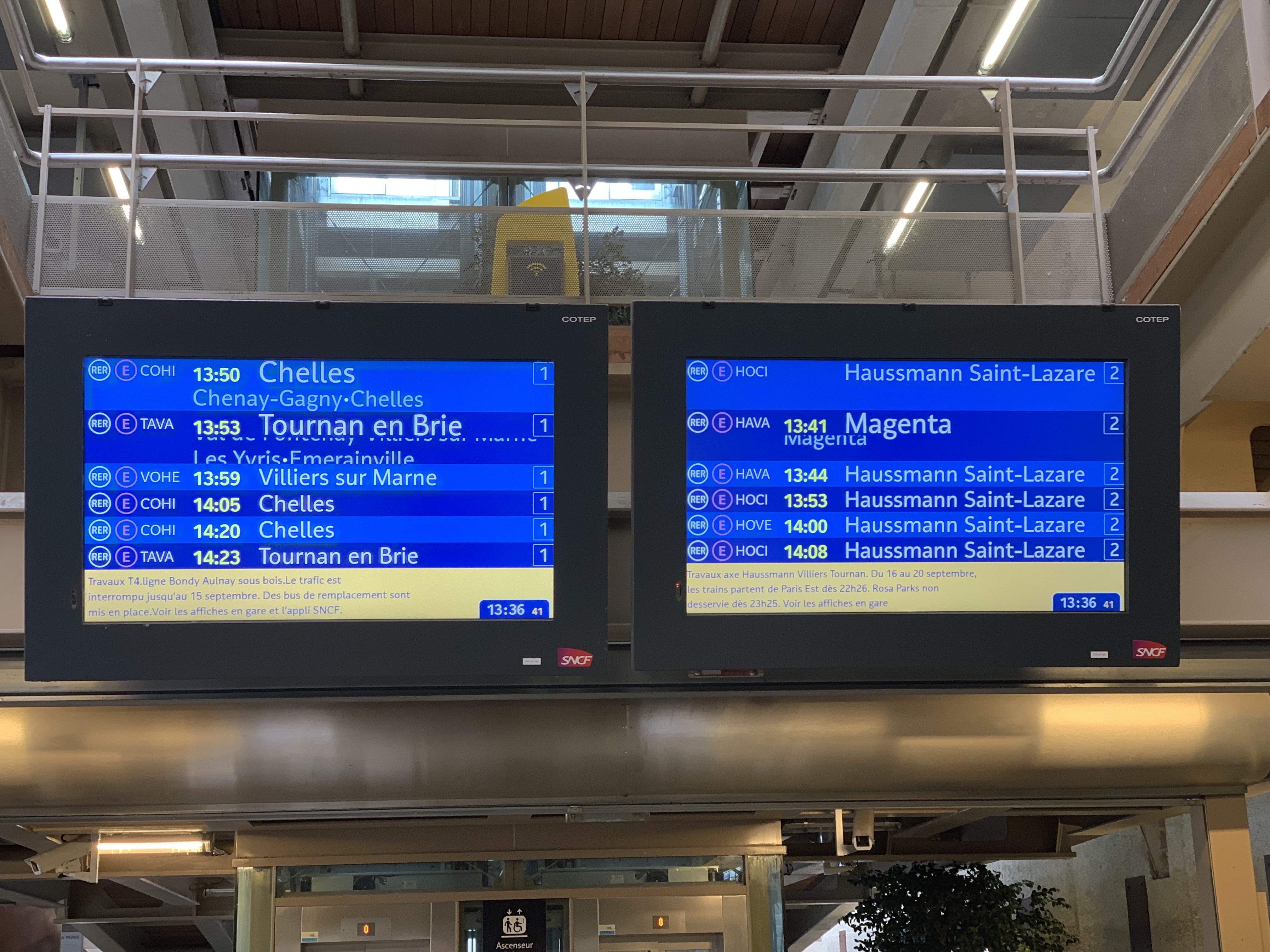
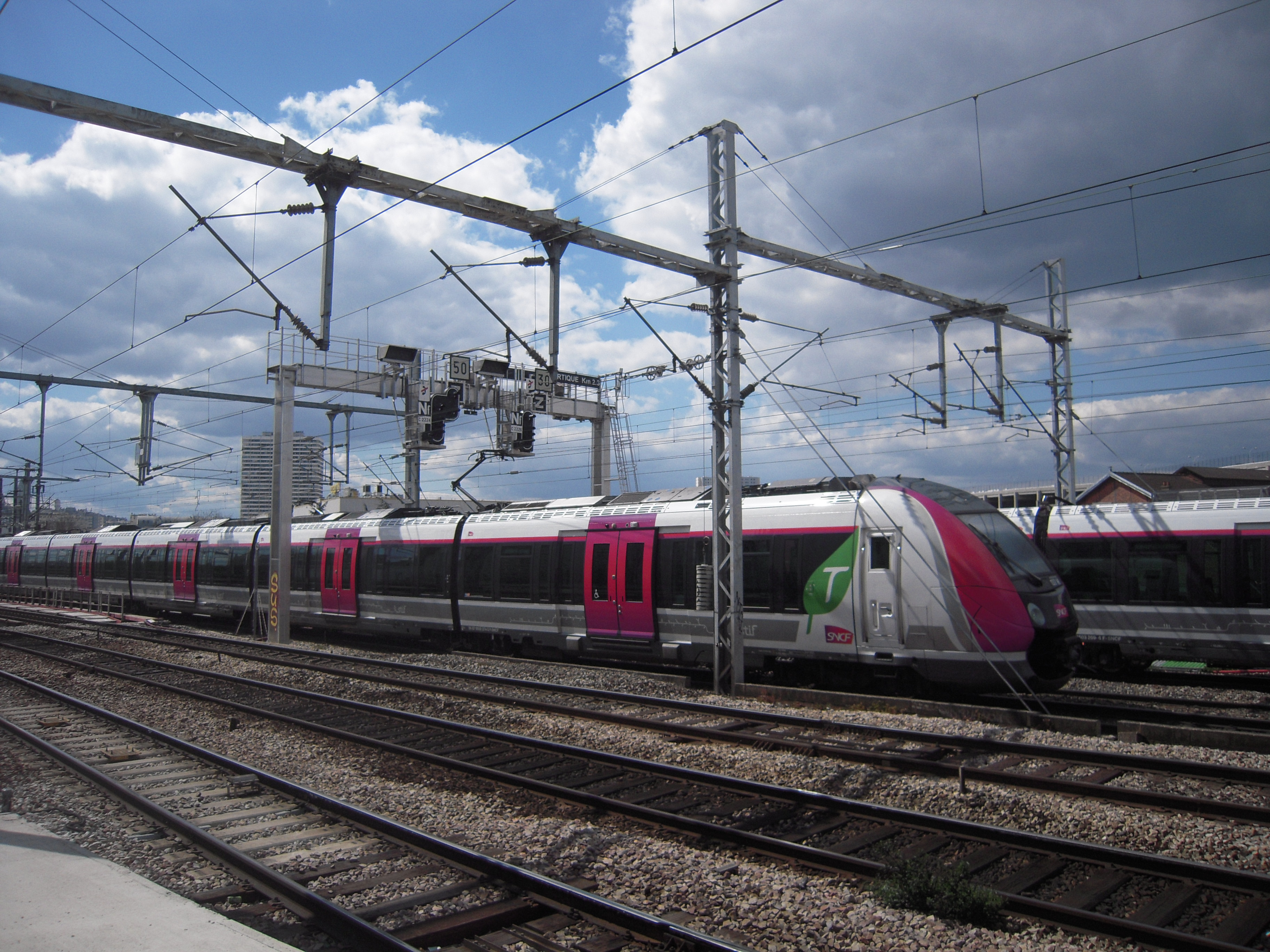
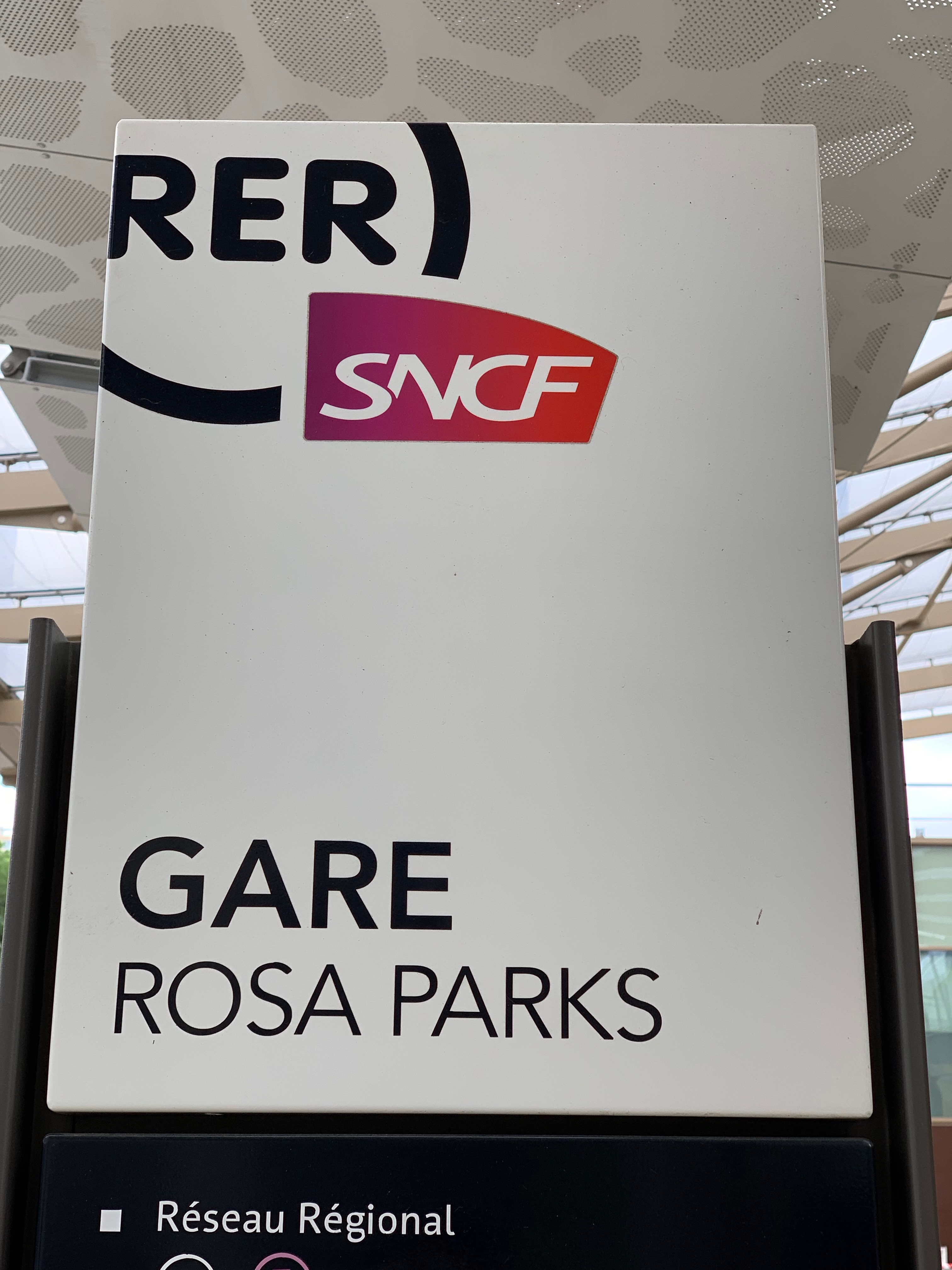

## Lásd még
- Franciaország vasútállomásainak listája
- A párizsi RER állomásainak listája